# Lumbriculus variegatus
Lumbriculus variegatus är en ringmaskart som först beskrevs av Otto Friedrich Müller 1774. Lumbriculus variegatus ingår i släktet Lumbriculus och familjen källmaskar.
Artens utbredningsområde är havet kring Nya Zeeland. Arten är reproducerande i Sverige. Inga underarter finns listade i Catalogue of Life.

## Bildgalleri

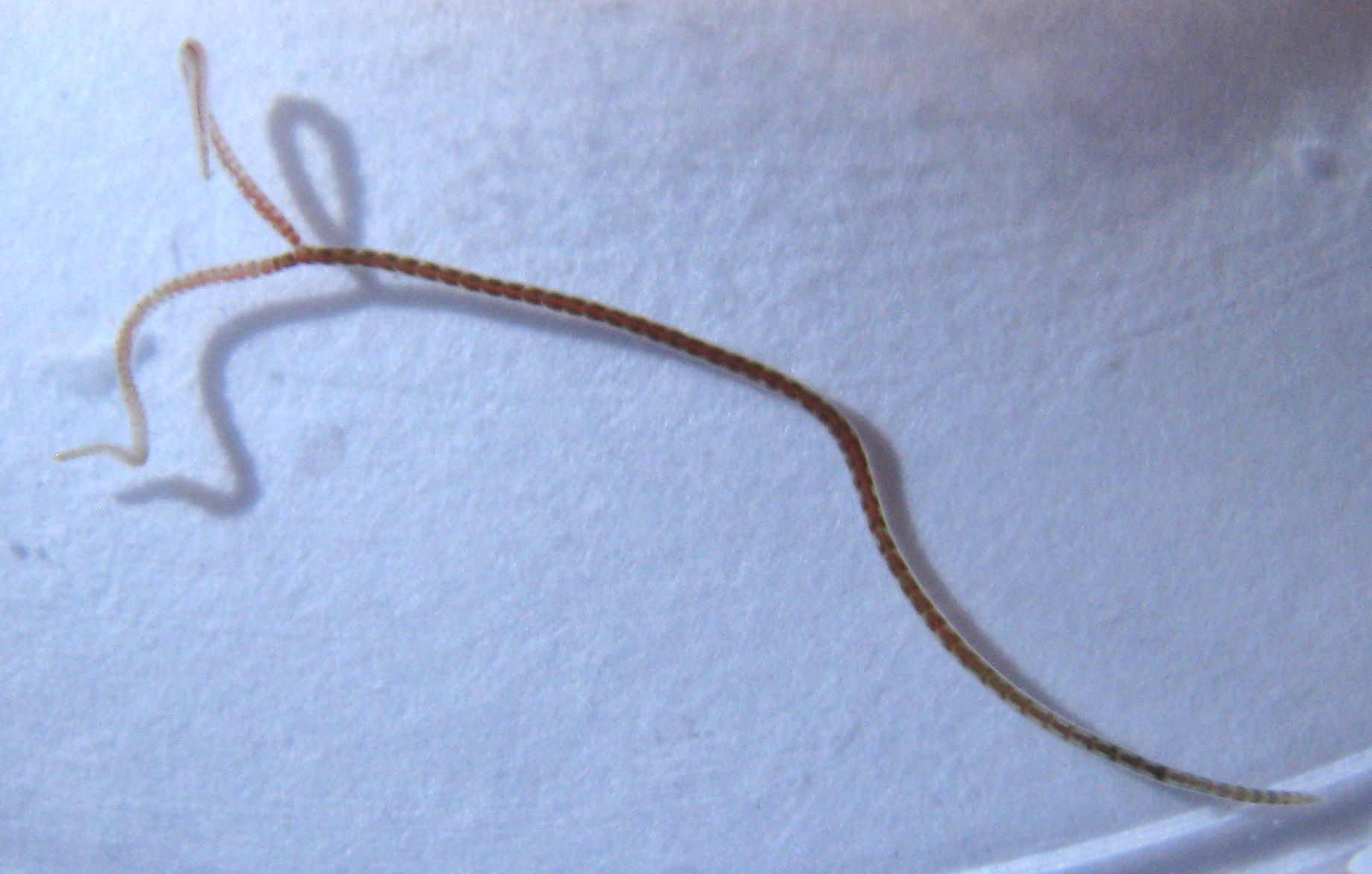
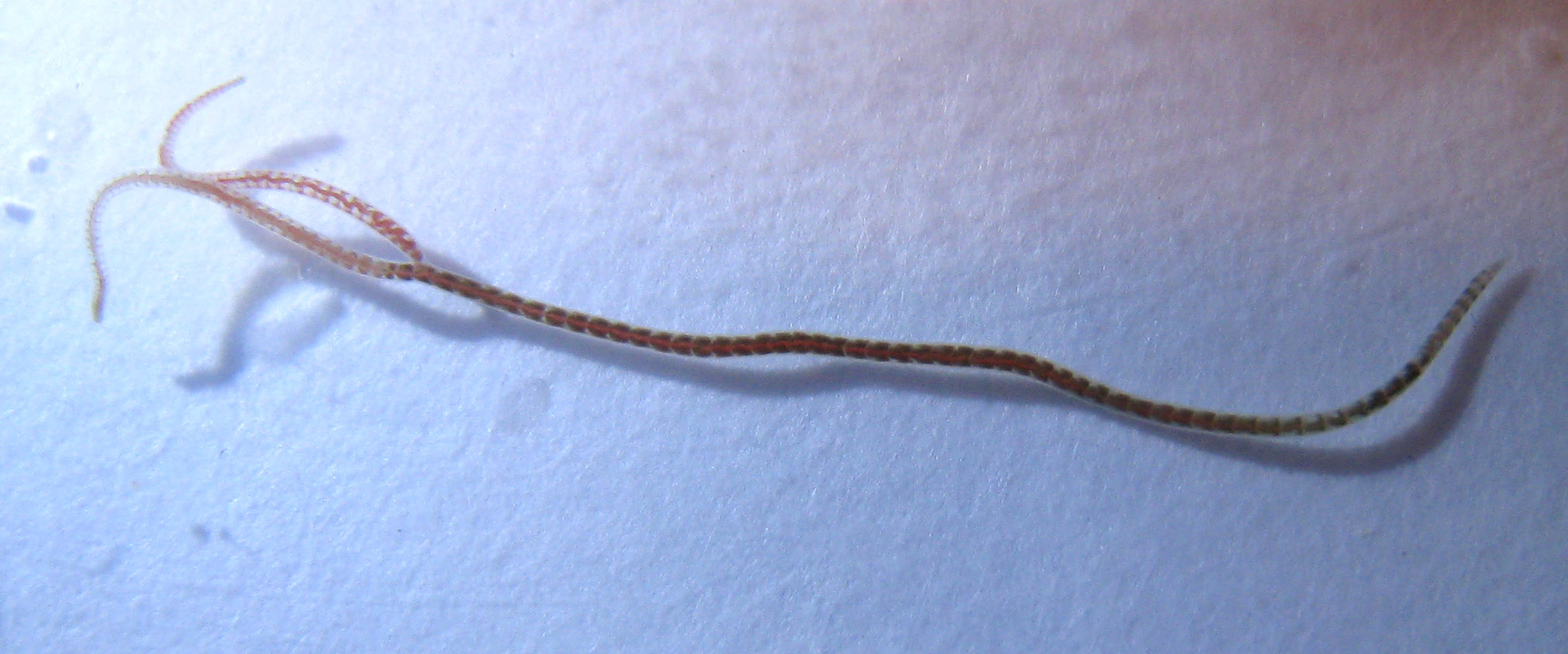